# リオの男
『リオの男』（リオのおとこ、L'Homme de Rio）は、1964年のフランスおよびイタリアのアクション・コメディ映画である。監督はフィリップ・ド・ブロカ、出演はジャン＝ポール・ベルモンド、フランソワーズ・ドルレアック、ジャン・セルヴェなど。
日本では、2021年に『ジャン＝ポール・ベルモンド傑作選第2弾』として、「カトマンズの男」「アマゾンの男」「エースの中のエース」「相続人」とともに上映された。

## ストーリー
ブザンソンで見習航空兵をしているアドリアン・デュフルケ（ジャン＝ポール・ベルモンド）が、1週間の休暇で婚約者アニェス（フランソワーズ・ドルレアック）の住むパリに滞在する。
そのころ、美術館からブラジルの古代文明の像が盗まれる。それは考古学者のカタラン教授、アニェスの父親であるヴィレルモーザ教授、実業家アンドレ・ディ・カストロがブラジルから持ってきた3体セットのうちの1体であった。ヴィレルモーザ教授は失踪し、カタラン教授は美術館の前で誘拐される。さらにアニェスもアドリアンの目の前で何者かに車で誘拐され、それを必死で追いかけるアドリアンはブラジルのリオデジャネイロまで来てしまう。

## キャスト
| 役名                           | 俳優                         | 日本語吹替                    | 日本語吹替                                                                     |
| 役名                           | 俳優                         | NETテレビ版                   | TBS版                                                                          |
| ------------------------------ | ---------------------------- | ----------------------------- | ------------------------------------------------------------------------------ |
| アドリアン・デュフルケ         | ジャン＝ポール・ベルモンド   | 山田康雄                      | 山田康雄                                                                       |
| アニェス・ヴィレルモーザ       | フランソワーズ・ドルレアック | 鈴木弘子                      | 小原乃梨子                                                                     |
| ノルベール・カタラン教授       | ジャン・セルヴェ             | 森幹太                        | 吉沢久嘉                                                                       |
| ディ・カストロ                 | アドルフォ・チェリ           | 滝口順平                      | 増岡弘                                                                         |
| 警部                           | ダニエル・チェカルディ       |                               | 仁内達之                                                                       |
| ローラ                         | シモーヌ・ルナン             |                               | 此島愛子                                                                       |
| ルベル                         | ロジェ・デュマ               |                               | 古川登志夫                                                                     |
| ウィンストン卿（靴磨きの少年） | ウビラシ・デ・オリヴェイラ   |                               | 菅谷政子                                                                       |
| トゥパック                     | ミルトン・リベイロ           |                               |                                                                                |
| 不明 その他                    | N/A                          |                               | 島田彰 小島敏彦 鈴木れい子 広瀬正志 嶋俊介 坂井志満 緒方賢一 信沢美恵子 巴菁子 |
| 日本語版制作スタッフ           |                              |                               |                                                                                |
| 演出                           | 演出                         |                               | 佐藤敏夫                                                                       |
| 翻訳                           | 翻訳                         |                               | 木原たけし                                                                     |
| 効果                           | 効果                         |                               | 遠藤グループ                                                                   |
| 調整                           | 調整                         |                               | 山田太平                                                                       |
| 制作                           | 制作                         |                               | 東北新社                                                                       |
| 解説                           | 解説                         | 淀川長治                      | 荻昌弘                                                                         |
| 初回放送                       | 初回放送                     | 1973年5月6日 『日曜洋画劇場』 | 1976年3月8日 『月曜ロードショー』                                              |

※TBS版吹替はBD&DVD収録